# Hans-Hermann Hoppe
Hans-Hermann Hoppe (ur. 2 września 1949 w Peine) – niemiecko-amerykański filozof i ekonomista, przedstawiciel austriackiej szkoły ekonomii, anarchokonserwatysta i anarchokapitalista. Aktualnie pracuje jako wykładowca na Uniwersytecie Nevady w Las Vegas. Autor wielu książek i publikacji z dziedziny ekonomii i filozofii, w tym wydanych w Polsce: Demokracja: bóg, który zawiódł, Wielka fikcja – państwo w epoce schyłku i Ekonomia i etyka własności prywatnej – studia z zakresu ekonomii politycznej i filozofii.

## Kariera akademicka
Urodził się w Peine w Zachodnich Niemczech. Był studentem Uniwersytetu Kraju Saary w Saarbrücken, a także Uniwersytetu Goethego we Frankfurcie nad Menem. Studiował filozofię, socjologię, historię oraz ekonomię. Początkowo zafascynowany marksizmem, z czasem uznał go za utopijną ideologię. Uzyskał stopień doktora filozofii na Uniwersytecie Goethego w 1974. W latach 1976–1978 był członkiem kadry akademickiej Uniwersytetu Michigan w Ann Arbor. W 1981 na Uniwersytecie Goethego uzyskał habilitację, broniąc pracę na temat fundamentów socjologii i ekonomii. Wykładał na kilku niemieckich uniwersytetach, a także w filii Uniwersytetu Johnsa Hopkinsa w Bolonii we Włoszech. W 1986 przeprowadził się z Niemiec do Stanów Zjednoczonych, by studiować u Murraya Rothbarda. Był bliskim współpracownikiem Rothbarda do czasu jego śmierci w 1995. Hoppe rozpoczął wówczas pracę na stanowisku profesora ekonomii na Uniwersytecie Nevady w Las Vegas, na którym pozostał do przejścia na emeryturę w 2008.
Wygłaszał liczne wykłady m.in. na konferencjach organizowanych przez Lew Rockwella, Burta Blumerta i Murraya Rothbarda. Ich celem było zapoczątkowanie nurtu zwanego paleolibertarianizmem.
Hoppe jest członkiem amerykańskiego Mises Institute. Do grudnia 2004 był także redaktorem „Journal of Libertarian Studies”. Napisał kilka powszechnie komentowanych książek i artykułów. W 2005 założył stowarzyszenie Property and Freedom Society.

## Teorie
Zgodnie z podejściem Murraya Rothbarda Hoppe analizował zachowania rządu przy użyciu narzędzi austriackiej szkoły ekonomii. Zdefiniował on rząd jako „terytorialnego monopolistę jurysdykcji i podatków”. Zakłada, że politycy kierują się jedynie własnymi korzyściami. Przewiduje, iż będą oni wykorzystywać władzę w celu powiększenia swojego bogactwa i siły. Hoppe twierdzi, że występuje wysoki stopień korelacji między tymi teoretycznymi założeniami a danymi historycznymi.
W publikacji Demokracja: bóg, który zawiódł Hoppe porównuje monarchię dynastyczną z republikami demokratycznymi. Jego zdaniem król w ustroju monarchistycznym pełni funkcję właściciela państwa, gdyż jest ono przekazywane z pokolenia na pokolenie. W demokracji prezydent lub rząd działają jedynie jako wynajmujący lub czasowi zarządcy. Król, tak jak prezydent lub rząd, ma możliwość nadmiernego wykorzystywania swojej pozycji w państwie dla własnego dobra i zysku, jednak jest on także zainteresowany utrzymaniem długoterminowego bogactwa narodu. Tak samo jak właściciel domu jest zainteresowany utrzymaniem wartości swojej nieruchomości (w przeciwieństwie do wynajmującego). Politycy wybierani na czasową kadencję mają wiele pobudek, aby wykorzystywać i grabić bogactwo produktywnych obywateli tak szybko, jak to tylko możliwe.
Według Hoppego, który oparł się na teorii Rothbarda, monopolu nie należy definiować jako sytuacji, gdy jeden podmiot posiada przeważający udział w rynku. Monopol to odgórny rządowy przywilej tworzenia barier wejścia na dany rynek dóbr bądź usług. Konsekwencją tego jest brak możliwości powstania monopoli na wolnym rynku. Zawsze są one efektem polityki rządowej. Przymusowy monopol jest niekorzystny dla konsumenta. Jakość produktów będzie niższa a ich ceny wyższe, niż miałoby to miejsce na rynku wolnym od takiego przymusu. Tak jak Rothbard, Hoppe przypuszcza, iż rynek wolny od usług rządowych, na którym rozwijać się będą konkurencyjne instytucje ubezpieczeniowe i agencje obronne, zapewni lepszą jakość ochrony i skuteczniejsze sposoby rozstrzygania sporów, niż dzieje się to pod kontrolą monopolistycznego rządu.
Hoppe jest twórcą tak zwanej „etyki argumentacji”, broniącej praw libertariańskich w oparciu o teorie niemieckich filozofów: Jürgena Habermasa (promotora pracy doktoranckiej Hoppego) i Karla-Otto Apela. Hoppe, jako były student Habermasa, dowodzi, iż argumentacja i dyskusja z natury są wolną od konfliktu formą interakcji. Zatem twierdzi, iż pewne normy są przyjęte za prawdziwe przez każdego, kto włącza się do dyskusji. Te normy to libertariański aksjomat nieagresji i samoposiadania. Z tego powodu nikt nie może argumentować za odrzuceniem praw libertariańskich bez popadania w sprzeczność.

### Monarchia
W czerwcu 2005 Hoppe udzielił wywiadu niemieckiej gazecie Junge Freiheit, w którym opisał monarchię jako mniejsze zło niż demokracja, którą nazywał później władzą motłochu, postulując: „wolność zamiast demokracji”. W tym samym wywiadzie Hoppe skrytykował rewolucję francuską jako należącą do: „kategorii podłych rewolucji, tak jak rewolucja październikowa i rewolucja nazistowska”, ponieważ doprowadziła ona do: „królobójstwa, egalitaryzmu, demokracji, socjalizmu, nienawiści do wszelkiej religii, środków terroru, masowych grabieży, gwałtów, morderstw, poborów do wojska i całkowitej, zmotywowanej ideologicznie wojnie”.

### Imigracja
Przekonania Hoppego dotyczące imigracji nie współgrają z ogólnie przyjętym poglądem libertariańskim, który głosi otwarcie granic. Budziły one wiele kontrowersji w opinii ruchu libertariańskiego. Walter Block sformułował argumenty przeciwko teorii Hoppego, które opublikował w swoim artykule z 1999 „Libertarianie w sprawie wolnej imigracji”.
Hoppe odpowiedział swoim przeciwnikom w przypisie nr 23 do swojej publikacji Porządek naturalny, państwo i problem imigracji:

Drugim źródłem entuzjazmu dotyczącego otwartych granic wśród współczesnych lewicowych libertarian jest ich egalitaryzm. Powód, dla którego zostali oni libertarianami jest dziecinny, spowodowane to jest ich antyautorytaryzmem (niewiarą w autorytet) i pozorną tolerancją, a dokładniej alternatywnym nieburżuazyjnym stylem życia. Jako dorośli zostali oni uwięzieni w tej fazie rozwoju umysłowego. Wykazują nadzwyczajną wrażliwość na każdy rodzaj dyskryminacji, nie hamują się też w użyciu siły władzy centralnej, aby narzucić niedyskryminację lub prawa jednostek. W wyniku tego mogą żyć na rachunek innych, ponieważ zakazują innym właścicielom majątku dyskryminacji, tak jak im to odpowiada. Mogą dogadzać sobie swoim alternatywnym stylem życia, bez konieczności płacenia normalnej ceny za takie zachowanie, czyli właśnie dyskryminacji czy wyłączenia. Aby usprawiedliwić swoje działania, twierdzą, iż jeden styl życia jest tak samo dobry i akceptowalny jak inny. To prowadzi najpierw do wielokulturowości, następnie do relatywizmu kulturowego a ostatecznie do otwarcia granic.

### „Tysiąc Liechtensteinów”
Hoppe w swoich publikacjach promuje wizję tysiąca Liechtensteinów. W celu odwrócenia procesu centralizacji zmierzającego do utworzenia jednego, globalnego rządu należy promować alternatywne możliwości. Twierdzi, iż musimy popularyzować ideę secesji, czyli ideę świata składającego się z dziesiątek tysięcy różnych dzielnic czy regionów oraz setek tysięcy niepodległych miast. W dzisiejszych czasach ta formuła realizowana jest w takich miejscach jak: Monako, Andora, San Marino, Liechtenstein, Hongkong czy Singapur. Według Hoppego decentralizacja znacznie zwiększy motywację do migracji, co doprowadzi do świata złożonego z małych, liberalnych rządów, połączonych ze sobą przez handel i wspólną walutę, taką jak złoto.

### Socjalizm
Hoppe twierdzi, iż nieobecność cen w gospodarce socjalistycznej prowadzi do niemożliwości kontrolowania i obliczania kosztów produkcji. Tym samym efektywna alokacja pracy i zasobów jest niemożliwa. Socjalizm powoduje spowolnienie rozwoju gospodarczego w porównaniu do sytuacji, w których czynniki produkcji są w rękach prywatnych. Hoppe zauważa, że państwa socjalistyczne charakteryzuje znaczny wzrost kosztów produkcji, marnotrawstwo zasobów oraz niski poziom rozwoju gospodarczego.

## Kontrowersje wokół wolności akademickiej
Austriacka szkoła ekonomiczna podkreśla istnienie preferencji czasowej, czyli stopnia, w jakim jednostka preferuje konsumpcję teraźniejszą nad przyszłą. Podczas jednego z wykładów pod tytułem Pieniądz i Bankowość, Hoppe domniemywał, iż dzieci, ludzie starsi oraz homoseksualiści, którzy nie mogą mieć dzieci w naturalny sposób, nie skupiają się na oszczędzaniu na przyszłość. Jeden ze studentów uznał to stwierdzenie za uwłaczające i określił je jako prywatną opinię, a nie powszechnie przyjęty fakt. Za „Kroniką szkolnictwa wyższego”:

W czasie tych wykładów Hoppe wykazał, iż określone grupy ludzi – włączając w to małe dzieci, bardzo starych ludzi i homoseksualistów – skłaniają się bardziej ku dzisiejszej konsumpcji niż długoterminowych inwestycji. Ponieważ homoseksualiści zazwyczaj nie mają dzieci, Hoppe stwierdził, że czują mniejszą potrzebę patrzenia w przyszłość (w trakcie wygłoszonego niedawno wykładu w Instytucie Ludwiga von Misesa Hoppe wysunął podobne stwierdzenie, a mianowicie oświadczył, że „homoseksualiści mają wyższą preferencję czasową, ponieważ życie kończy się z nimi”). Knight – ów student – uznał te wnioski za nieuzasadnione oraz obrzydliwe, po czym niezwłocznie złożył skargę do władz uniwersytetu. W telefonicznej rozmowie Knight powiedział: „byłem tym zszokowany, powiedziałem do siebie: «skąd on wziął te informacje»? Byłem całkowicie zaskoczony i dlatego poszedłem z tą sprawą do władz uniwersytetu”.

W związku z komentarzem Hoppego wszczęto śledztwo akademickie, którego rezultatem był list wystosowany 9 lutego 2005, w którym pouczono go, by „zaprzestał wygłaszania swoich opinii jako obiektywnych faktów”. Amerykański Związek Swobód Obywatelskich zgodził się reprezentować Hoppego w The Rebel Yell – gazecie studenckiej na Uniwersytecie Nevady. Carol Harter, rektor uniwersytetu, w liście z 18 lutego 2005 napisała:

Uniwersytet w Las Vegas, zgodnie z polityką komisji regentów, rozumie, iż wolność przyznana profesorowi Hoppe i wszystkim członkom społeczności uniwersyteckiej wiąże się ze znaczącą odpowiedzialność akademicką. W równowadze pomiędzy wolnością a odpowiedzialnością może wystąpić dwuznaczność, jednak wolność akademicka musi być ostatecznie ponad wszystkim.

Wcześniejszy list został usunięty z akt personalnych Hoppego, jednak odmówiono mu listu przepraszającego.

## Publikacje
Książki
- Handeln and Erkennen (Bern, 1976).
- Kritik der kausalwissenschaftlichen Sozialforschung (Westdeutscher Verlag, 1983).
- Eigentum, Anarchie und Staat. Studien zur Theorie des Kapitalismus. mises.de. [zarchiwizowane z tego adresu (2008-10-17)]. (Westdeutscher Verlag, 1987).
- Praxeology and Economic Science. Ludwig von Mises Institute, 1988
- A Theory of Socialism and Capitalism. Kluwer Academic Publishers, 1989, pol. Teoria socjalizmu i kapitalizmu, Wrocław 2015.
- Demokracja: bóg, który zawiódł. Fijorr Publishing, 2005.
- The Economics and Ethics of Private Property (Drugie wydanie, Ludwig von Mises Institute, 2006), pol. Etyka i ekonomia własności prywatnej, Fijorr Publishing, 2011.
- Property, Freedom, and Society: Essays in Honor of Hans-Hermann Hoppe. Ludwig von Mises Institute, 2009.

Artykuły w j. polskim
- Naturalne elity, intelektualiści i państwo
- Analiza klasowa: marksizm a Szkoła Austriacka
- Sprawiedliwość efektywności ekonomicznej
- Moja walka z policją myśli
- Intelektualna przykrywka dla socjalizmu
- Etyka i ekonomia prywatnej własności
- Czy Austriacy muszą brać pod uwagę obojętność?
- Ekonomia opodatkowania
- Własność, przyczynowość i odpowiedzialność
- Cztery kroki do naprawy służby zdrowia
- Dlaczego pieniądz fiducjarny może istnieć – czyli degeneracja pieniądza i kredytu
- O własności prywatnej, wspólnej i publicznej, z uzasadnieniem całkowitej prywatyzacji
- Rewizja „Zysków płynących z trzymania pieniędzy”
- Dlaczego państwo żąda kontroli nad pieniądzem